# Helen Hill
Helen Hill, född 9 maj 1970, död 4 januari 2007, var en amerikansk animatör, filmskapare och aktivist som levde i New Orleans i Louisiana, och som blev mördad av en inbrottstjuv i sitt hem.
Några av hennes filmer var Too young to marry och Bohemian Town.
Hennes film Scratch and Crow valdes 2009 in i National Film Registry.